# Iso-Hapua
Iso-Hapua eller Hapuanjärvi är en sjö i Finland. Den ligger i kommunen Kankaanpää i landskapet Satakunta, i den sydvästra delen av landet, 220 km nordväst om huvudstaden Helsingfors. Iso-Hapua ligger 87 meter över havet. I omgivningarna runt Iso-Hapua växer i huvudsak blandskog. Arean är 48,4 hektar och strandlinjen är 5,3 kilometer lång. Sjön  ingår i Karvia å huvudavrinningsområde. 